# Sinogomphus asahinai
Sinogomphus asahinai là loài chuồn chuồn trong họ Gomphidae. Loài này được Chao mô tả khoa học đầu tiên năm 1984.